# Sierra de Borriol
La sierra de Borriol, también conocida como sierra de Moró, es una cadena montañosa del este de la península ibérica.

## Descripción
La sierra se encuentra en la provincia de Castellón. Aparece descrita en el cuarto volumen del Diccionario geográfico-estadístico-histórico de España y sus posesiones de Ultramar de Pascual Madoz con las siguientes palabras:

BORRIOL: sierra de la prov. y part. jud. de Castellon de la Plana, térm. jurisd. de Borriol, de donde toma nombre. Estiéndese una leg. de N. á S., y 2 de E. á O., con 2 grandes llanuras llamadas la Vall de Borriol y de Villafamés á sus estremos. Tiene copiosas fuentes de ricas y saludables aguas, siendo las mas escelentes las que se conocen con el nombre del Portugues y San Martin, viéndose en sus raices las tan celebradas minas de los romanos, que hoy dia se benefician por 2 sociedades. En el interior de la sierra hay algunas cañadas bastante fértiles, de las que se sacan abundante trigo, legumbres, higos, y sobre todo la uva tan apreciada en el pais, de la que se cuentan infinitas calidades. Hay tambien caza de conejos, liebres, y perdices, y abundantes pastos donde se sostiene mucho ganado lanar, cabrio y un poco de cerda. Cuenta 14 vec. con otras tantas masias ó casas de campo, 4 de las cuales se hallan sit. en el interior de la sierra, y los 10 restantes en la parte que confina con el térm. de Villafamés.
(Madoz, 1846, p. 417)